# Robert Brown Elliott
Robert Brown Elliott (Liverpool, 11 agosto 1842 – 9 agosto 1884) è stato un politico e avvocato statunitense, membro della Camera dei Rappresentanti degli Stati Uniti in rappresentanza della Carolina del Sud.
Nato a Liverpool in Inghilterra, si diplomò ad Eton nel 1859 e prestò servizio militare nella Royal Navy. Nel 1867 si trasferì nella Carolina del Sud dove aprì uno studio legale. Elliott aiutò a riorganizzare il Partito Repubblicano locale e prese parte all'assemblea che scrisse la costituzione della Carolina del Sud. Nel 1868 fu eletto alla Camera dei rappresentanti della Carolina del sud e l'anno seguente venne nominato comandante della milizia territoriale; fu il primo afroamericano a ricoprire la carica di comandante generale della Guardia nazionale della Carolina del sud. In questa veste si attivò per organizzare una milizia nazionale per combattere il Ku Klux Klan.
Elliott fu eletto nelle file del Partito Repubblicano al 42º e 43º Congresso degli Stati Uniti. Tenne un apprezzato discorso a sostegno della legge sui diritti civili. Il 1º novembre 1874 si dimise per tornare a combattere la corruzione politica in Carolina del Sud, dove venne eletto nuovamente alla Camera dei rappresentanti svolgendone anche il ruolo di Presidente.
Nel 1876 fu nominato procuratore generale della Carolina del sud, ma in quello stesso anno il periodo della Ricostruzione finì e fu costretto ad abbandonare la carica. Si ritirò quindi dalla vita pubblica aprendo uno studio legale a New Orleans.